# あさづき (巡視船)
あさづき（英: Asazuki）は、海上保安庁のヘリコプター1機搭載型巡視船（PLH）。れいめい型巡視船の3番船であり、PLH-35の番号を付されている。あさづきは、これまでのヘリコプター搭載型巡視船を上回る性能を持つ船であり、沖縄周辺海域における警備救難能力が向上すると期待される。
本記事は、本艦の船歴について主に取り扱っているため、性能や装備等の概要についてはれいめい型巡視船を参照。